# Амір Річардсон
Мішель Амір Річардсон (фр. Michael Amir Richardson, нар. 24 січня 2002, Ніцца, Франція) — марокканський футболіст, півзахисник італійської «Фіорентіни» та національної збірної Марокко.

## Ігрова кар'єра

### Клубна
Амір Річардсон народився у місті Ніцца і займатися футболом почав у футбольній академії місцевого однойменного клуба. Пізніше він перебрався до клубу «Гавр», де виступав за молодіжну команду. У травні 2021 року у матчі Ліги 2 Річардсон дебютував у першій команді «Гавра». У липні футболіст підписав з клубом професійний контракт.
Перед початком сезону 2022/23 Річардсон підписав контракт до 2026 року з клубом Ліги 1 «Реймс». Але ще на рік залишився у складі «Гавра» на правах оренди. За результатами сезону разом з клубом виграв турнір Ліги 2 і підвищився до Ліги 1.
А 12 серпня дебютував у вищому дивізіоні чемпіонату Франції, коли вийшов на поле у складі «Реймса» у матчі проти «Марселя».

### Збірна
У 2021 році Амір Річардсон починав свої виступи у складі юнацької збірної Франції.
У 2023 році у складі збірної Марокко (U-23) Річардсон став переможцем Кубку африканських націй. Також у 2023 році Річардсон дебютував у складі національної збірної Марокко.

## Статистика виступів

### Статистика виступів за збірну
Станом на 9 вересня 2024 року
| Дата       | Місто        | Господарі   | Результат | Гості        | Турнір                                        | Голи | Примітки |
| ---------- | ------------ | ----------- | --------- | ------------ | --------------------------------------------- | ---- | -------- |
| 12-9-2023  | Ланс         | Марокко     | 1 – 0     | Буркіна-Фасо | товариський матч                              | -    | 86'      |
| 14-10-2023 | Абіджан      | Кот-д'Івуар | 1 – 1     | Марокко      | товариський матч                              | -    | 78'      |
| 21-11-2023 | Дар-ес-Салам | Танзанія    | 0 – 2     | Марокко      | Відбір до ЧС 2026                             | -    | 85'      |
| 24-1-2024  | Сан-Педро    | Замбія      | 0 – 1     | Марокко      | Кубок африканських націй 2023 - груповий етап | -    | 68'      |
| 22-3-2024  | Агадір       | Марокко     | 1 – 0     | Ангола       | товариський матч                              | -    | 65'      |
| 26-3-2024  | Агадір       | Марокко     | 0 – 0     | Мавританія   | товариський матч                              | -    | 64'      |
| 6-9-2024   | Агадір       | Марокко     | 4 – 1     | Габон        | Відбір до Кубка африканських націй 2025       | -    | 80'      |
| 9-9-2024   | Агадір       | Лесото      | 0 – 1     | Марокко      | Відбір до Кубка африканських націй 2025       | -    | 57'      |
| Усього     |              | Матчів      | 8         |              | Голів                                         | 0    |          |

## Титули
Гавр
- Переможець Ліги 2: 2022/23

Марокко (U-23)
 Переможець Кубку африканських націй (U-23): 2023